# Paroles Paroles (cofanetto)
Paroles Paroles è un cofanetto postumo della cantante italo-francese Dalida, pubblicato il 29 novembre 1993 da Carrere Music.
Il cofanetto comprende una serie di cinque CD jewel case per un totale di settantatré tracce.
Nel disco Paroles qui dansent sono inseriti tre brani in versione estesa "maxi club", prima d'ora mai pubblicati su CD: Rio do Brasil, Confidences sur la fréquence e Gigi in paradisco.
All’interno del CD Paroles d'ailleurs è inoltre stata pubblicata una canzone omaggio alla cantante, in lingua egiziana, intitolata Dalida Dalida: si tratta di un medley di alcuni dei suoi brani in arabo. Tra le tracce in egiziano di questo CD è anche stato incluso il brano Gamil el Soura, che non era mai più stato riproposto dopo la sua prima uscita, avvenuta nel 1983, in una musicassetta pubblicata esclusivamente in Egitto dall’etichetta Stop Stereo.
I vari dischi dell'album vennero anche commercializzati singolarmente, sempre con le medesime copertine, sia in CD che in musicassetta.

## CD 1 -Paroles de femme
1. Femme
2. Les hommes de ma vie
3. Si c'était à refaire
4. Amoureuse de la vie
5. Il venait d'avoir 18 ans
6. Lucas
7. Je suis toutes les femmes
8. Depuis qu'il vient chez nous
9. Pour en arriver là
10. Une femme à quarante ans
11. Je suis malade
12. À ma manière
13. Pour ne pas vivre seul
14. Voilà pourquoi je chante (versione ridotta)
15. Comme disait Mistinguett
16. Mourir sur scène

## CD 2 -Paroles d'amour
1. Paroles, paroles (in duo con Alain Delon)
2. Pour te dire je t'aime
3. L'amour et moi
4. Ti amo (Je t'aime)
5. Ne lui dis pas
6. Le temps d'aimer
7. Quand on n'a que l'amour (versione 1979)
8. Là où je t'aime
9. Parle plus bas (Le Parrain)
10. L'innamorata
11. Monsieur l'amour
12. Toutes ces heures loin de toi (inedito su CD)
13. Comme si tu étais là
14. Tout au plus
15. Avec le temps

## CD 3 -Paroles qui dansent
1. Monday, Tuesday... Laissez-moi danser
2. Quelque part au soleil (medley postumo)
3. Kalimba de Luna (versione in francese)
4. Rio do Brasil (versione maxi club)
5. Confidences sur la fréquence (versione maxi club)
6. Gigi in paradisco (versione maxi club)
7. Let me dance (medley postumo)
8. Soleil
9. Darla dirladada
10. Le Lambeth Walk
11. Ça me fait rêver (medley)

## CD 4 -Paroles nostalgiques
1. La mer
2. La vie en rose (versione 1976)
3. J'attendrai
4. Parle-moi d'amour, mon amour
5. Besame mucho
6. Le petit bonheur
7. Que reste-t-il de nos amours
8. Marjolaine
9. Tu m'as déclaré l'amour
10. Amor amor (Amour, c'est tout dire)
11. Maman
12. Les feuilles mortes
13. Parlez-moi d'amour
14. J'aurais voulu danser
15. Tico tico
16. Nostalgie

## CD 5 -Paroles d'ailleurs
1. Salma ya salama (versione in egiziano)
2. Helwa ya baladi (in egiziano)
3. Aghani aghani (in egiziano)
4. Lebnane (in libanese)
5. Gamil el soura (inedito su CD - in egiziano)
6. Akhsan Nass (in egiziano)
7. Dalida Dalida (medley postumo - omaggio dell'Egitto a Dalida)
8. Kalimba de Luna (versione in inglese)
9. Little words (in inglese)
10. Alabama song (in inglese)
11. He must have been eighteen (in inglese)
12. The Lambeth Walk (versione in inglese)
13. Italian restaurant (in inglese)
14. Money, money (in inglese)
15. Born to sing (in inglese)